# 쇼-하워드 대학교역
쇼-하워드 대학교역은 워싱턴 메트로에 있는 미국의 철도역이다.

## 역 주변
- 하워드 대학교